# Hadena loudeti
Hadena loudeti är en fjärilsart som beskrevs av Carl Reutti 1898. Hadena loudeti ingår i släktet Hadena och familjen nattflyn. Inga underarter finns listade i Catalogue of Life.